# Zákon o pojistné smlouvě
Zákon č. 37/2004 Sb., o pojistné smlouvě je český zákon, který především upravoval vztahy mezi účastníky pojištění, které vzniklo na základě pojistné smlouvy (tedy ne ze zákona, jako například zdravotní pojištění). Takové pojištění se označuje jako soukromé pojištění. 
Zákon byl přijat v roce 2003 a plnou účinnost nabyl od začátku roku 2005. Do té doby bylo pojištění upraveno občanským zákoníkem, konkrétně hlavou XV. – Pojistné smlouvy. Jeho obsahová část byla k 1. lednu 2014 zrušena novým občanským zákoníkem.

## Obsah zákona
Zákon se v části I. členil na pět hlav:
1. Obecná ustanovení – díl 1 se kromě vymezení používaných pojmů týkal pojistné smlouvy, pojistných podmínek, pojistky, povinného pojištění, pojistného a dalších práv a povinnosti účastníků pojištění. Díl 2 se týkal podmínek zániku soukromého pojištění (uplynutím doby, nezaplacením pojistného, dohodou, výpovědí, odstoupením nebo z jiných důvodů).
2. Škodové pojištění a obnosové pojištění – upravoval obnosové pojištění (takové, které se sjednává za účelem získání prostředků nebo kapitálu) a škodové pojištění (sjednává se jen za účelem náhrady škody způsobené pojistnou událostí).[3]
3. Soukromé pojištění věci a jiného majetku – kromě obecných pojmů, jako např. podpojištění nebo přepojištění upravoval pojištění právní ochrany, pojištění odpovědnosti za škodu, pojištění úvěru a záruky a pojištění finančních ztrát.
4. Pojištění osob – upravoval práva pojištěného a v dalších třech částech životní pojištění, úrazové pojištění a pojištění pro případ nemoci.
5. Zvláštní ustanovení – upravoval soukromé pojištění sjednávané v rámci členských států Evropské unie.

Části II. až V. obsahovaly ustanovení novelizující jiné právní předpisy: občanský zákoník, zákon o některých podmínkách podnikání v oblasti cestovního ruchu, zákon o mezinárodním právu soukromém a procesním a zákon o péči o zdraví lidu. V částech VI. a VII. jsou pak přechodná ustanovení a účinnost zákona.

## Derogace zákona
Od 1. ledna 2014 je pojištění právně upraveno v novém občanském zákoníku, a to konkrétně v jeho části čtvrté (relativní majetková práva), hlavě II, dílu 15 (závazky z odvážných smluv), oddílu 2 – Pojištění (§ 2758–2872). Tento zákoník proto současně k 1. lednu 2014 zrušil část první (obsahovou část) i část druhou zákona o pojistné smlouvě.